# Национален музей на фотографията
Националният музей на фотографията „Маруби“ (на албански: Muzeu Kombëtar i Fotografisë Marubi), известен още като музей „Маруби“, е музей в Шкодра, Албания. В центъра на музейния проект е наследството на „Фото-студио Маруби“, основано през 1856 г. от Пиетро Маруби, италиански художник и фотограф, който се установява в Шкодра по това време. Дейността на студиото през годините е ръководена и обогатена от три поколения фотографи до началото на 50-те години на ХХ век, времето, когато Гег Маруби е принуден от комунистическия режим да се присъедини към други фотографи в звеното на бившата ремонтна кооперация.
През 1970 г. е основано „Фото-студио Маруби“, притежаващо около 500 000 негатива в различни техники и формати. По-късно историческите изображения от архива на студиото често са използвани за захранване на комунистическата пропагандна машина. Именно през този период много от тях се появяват в тогавашните издания манипулирани и отчуждени.
Новият музей е проектиран от архитектурното студио Casanova + Hernandez като пространство, което да насърчава диалога между традиция и модерност, минало и настояще. Наследството и традицията са подчертани чрез проекта за реставрация на историческата сграда, проектиран от Коле Идромено – албански художник и архитект, бивш ученик на Пиетро Маруби – като същевременно се запазват нейните структурни характеристики.